# Заріччя (парк)
«Зарі́ччя» — парк-пам'ятка садово-паркового мистецтва місцевого значення в Україні. Розташований у місті Хмельницькому на території мікрорайону Виставка.

## Історія
З початку 1950-х років розпочалась розбудова міста Проскурова. У 1954 році Проскурів було перейменовано на Хмельницький, до цього, щоб збільшити площу міста, було приєднано приміське село Заріччя, перша згадка про яке датується 1665 роком. Парк був заснований на місці старого фруктового саду. Точна дата його закладення не відома, проте він існував ще до того, як почав забудовуватись мікрорайон Виставка.
Протягом 1996—1997 років виділялась земля під приватну забудову, в кінці XX століття це було припинено. Після 1999 року був розроблений проект облаштування парку. 20 грудня 2000 року міським управлінням з питань екології та раціонального природокористування був оголошений конкурс, який тривав три тижні. Учасники конкурсу змагались за право придумати назву парку, який багато років був безіменним. Умовою конкурсу була відповідність придуманої назви та географічного положення, історичної та біологічної значимості природоохоронної території. Жителями Хмельниччини було представлено 16 варіантів, переможцем обрано варіант назви, який придумав хмельничанин Михайло Мастикаш. Парк було вирішено назвати «Зарічанським». Іншими варіантами назв були: «Проскурів-парк», «Прибузька врода», «Батьківський сад», «Парк добра».
У лютому 2001 року міської владою мало бути розглянуте питання щодо присвоєння парку назви «Зарічанський». На дев'ятнадцятій сесії XXIII скликання Хмельницької міської ради було прийнято рішення від 21 лютого 2001 року № 40 про присвоєння зеленій зоні назви парку «Заріччя».

## Опис
Парк розташований на території, яка обмежена вулицею Зарічанською, вулицею Свободи, проспектом Миру та вулицею Перемоги, й пролягає на схилах мікрорайону Виставка. Зростають різні види дерев, кущів та квітів. Поширені яблуні та груші. Міським головою Хмельницького Михайлом Чекманом та депутатами міської ради була висаджена алея дерев. Площа паркової території — 4,3 гектара. Розташовується зелена зона поряд з навчально-виховним комплексом № 4.

## Галерея

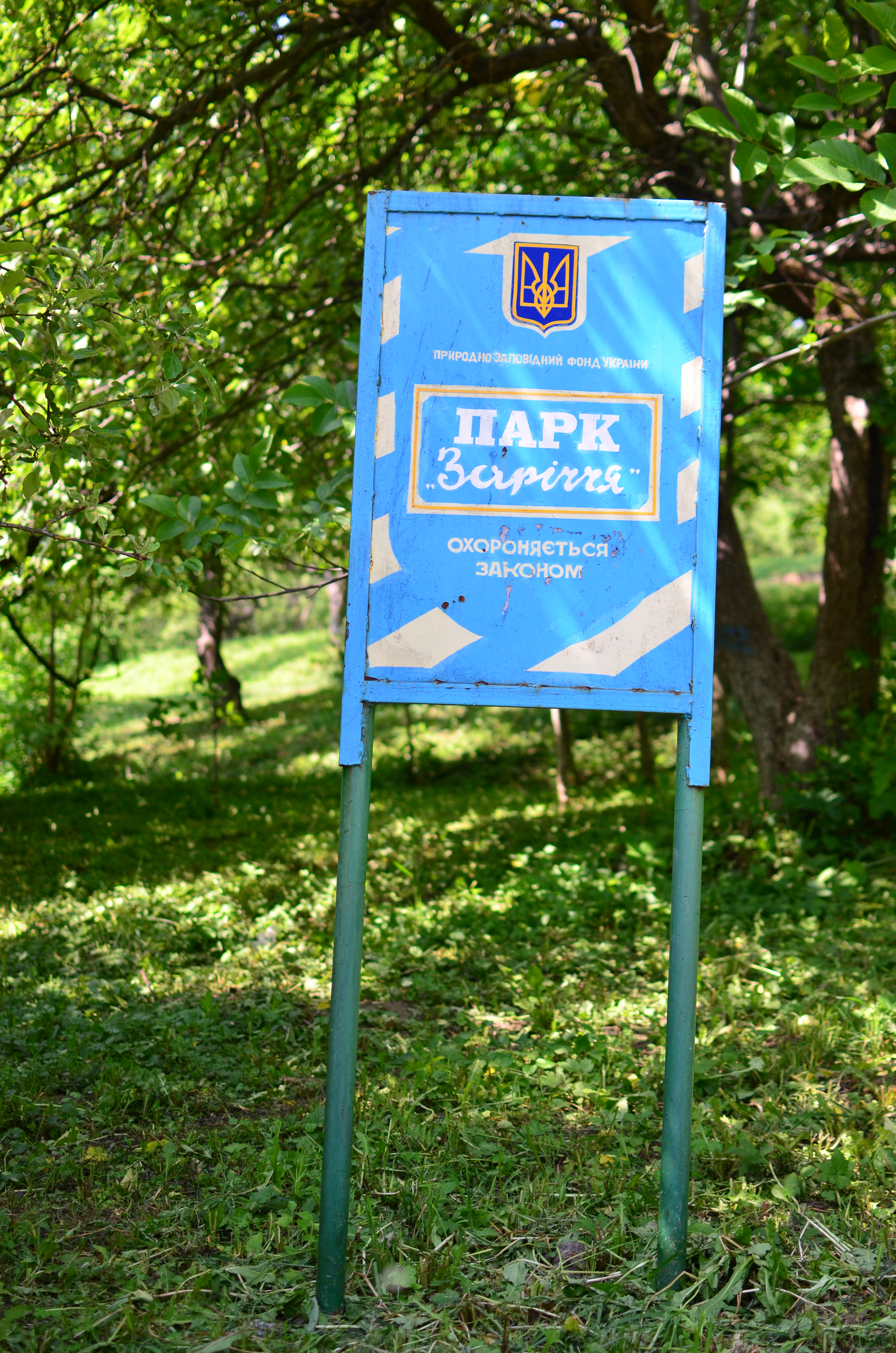
Охоронна табличка парку «Заріччя»
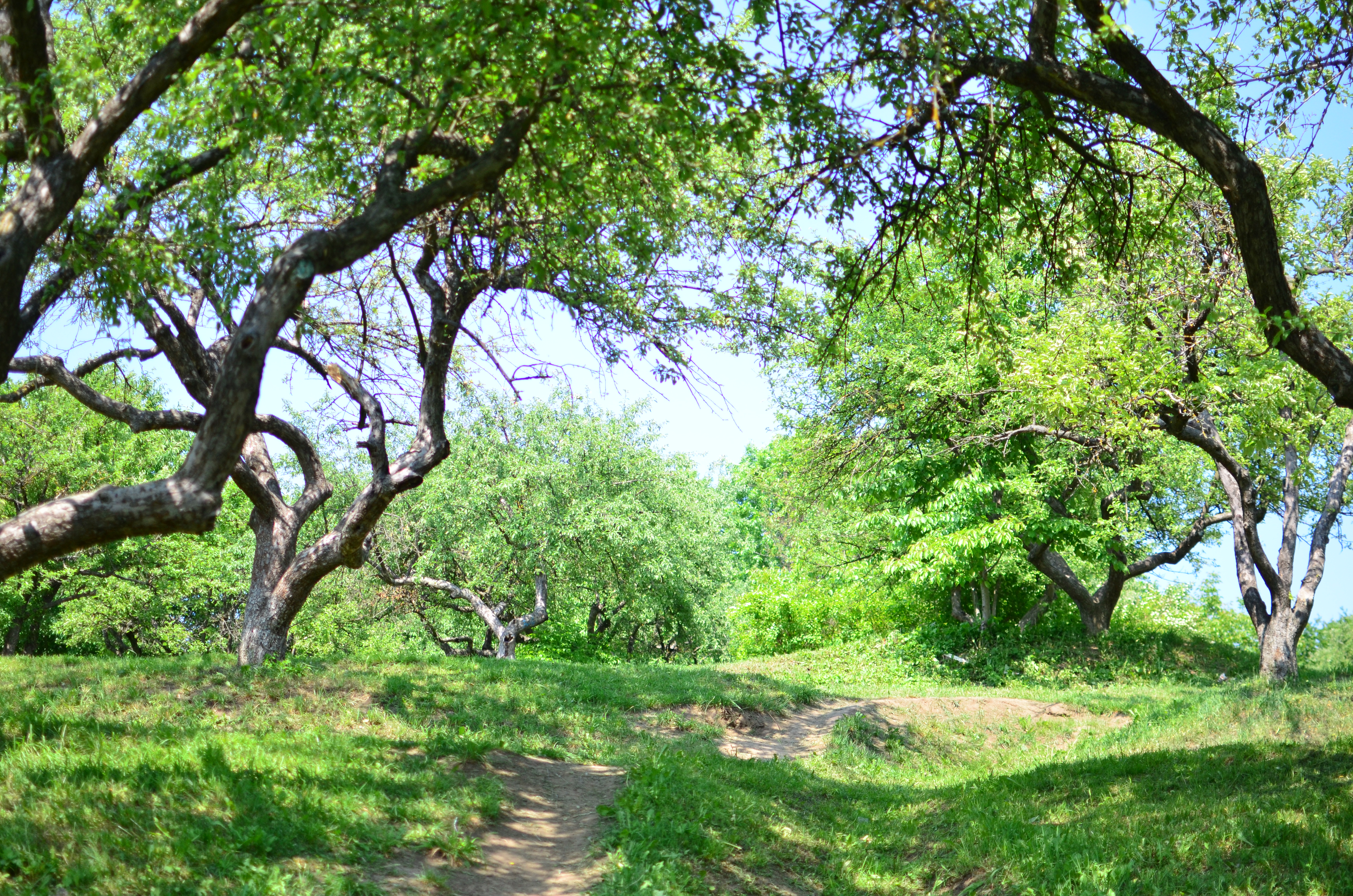
Територія парку «Заріччя»
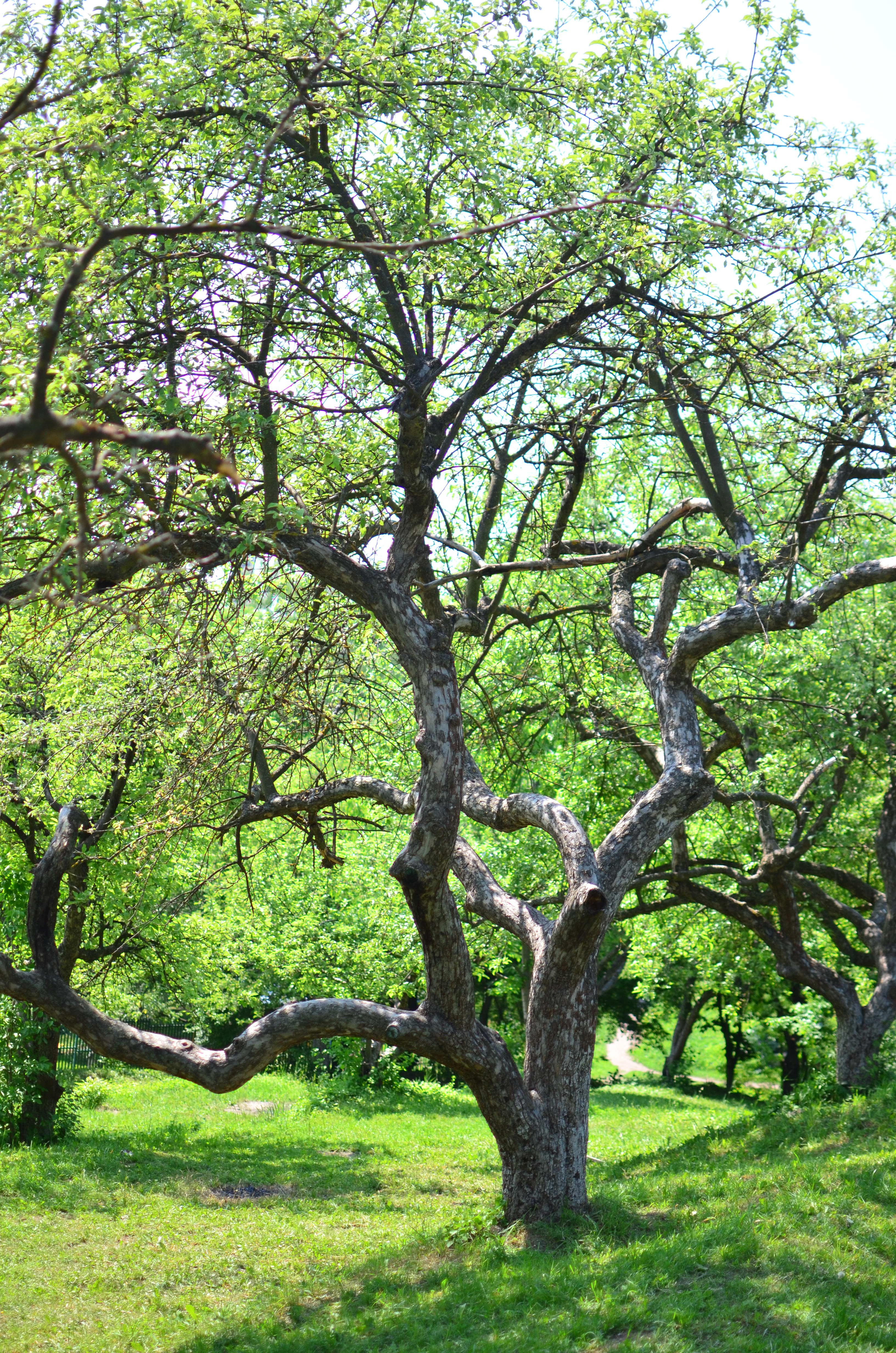
Територія парку «Заріччя»